# Blåkulla
Blåkulla ( pronúncia) era uma ilha mitológica algures nos Países Nórdicos para a qual as bruxas dos séculos XIV-XVII voavam em vassouras na quinta-feira santa para se encontrarem com o Diabo  e celebrarem o Sábado das Bruxas.

Depois de vários dias de orgias sexuais com o Demónio, as bruxas regressavam a casa. Para as afugentar, eram acendidas então grandes fogueiras um pouco por toda a parte. Segundo a crença popular, a ilha de Blåkulla era na realidade a ilha Blå Jungfrun, no estreito de Kalmar, entre a terra firme da Suécia e a grande ilha da Öland.

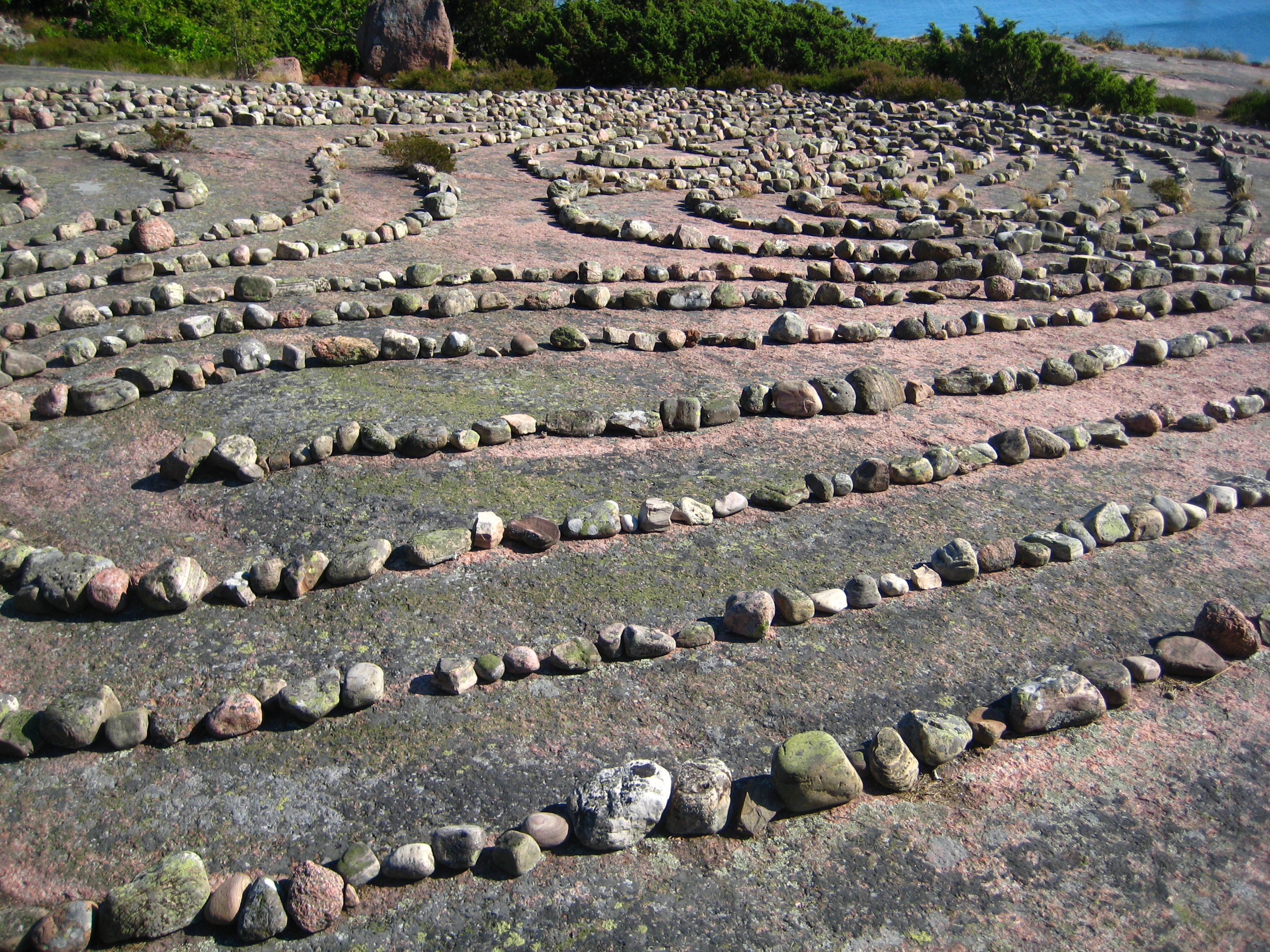
Labirinto de pedra na ilha sueca de Blå Jungfrun
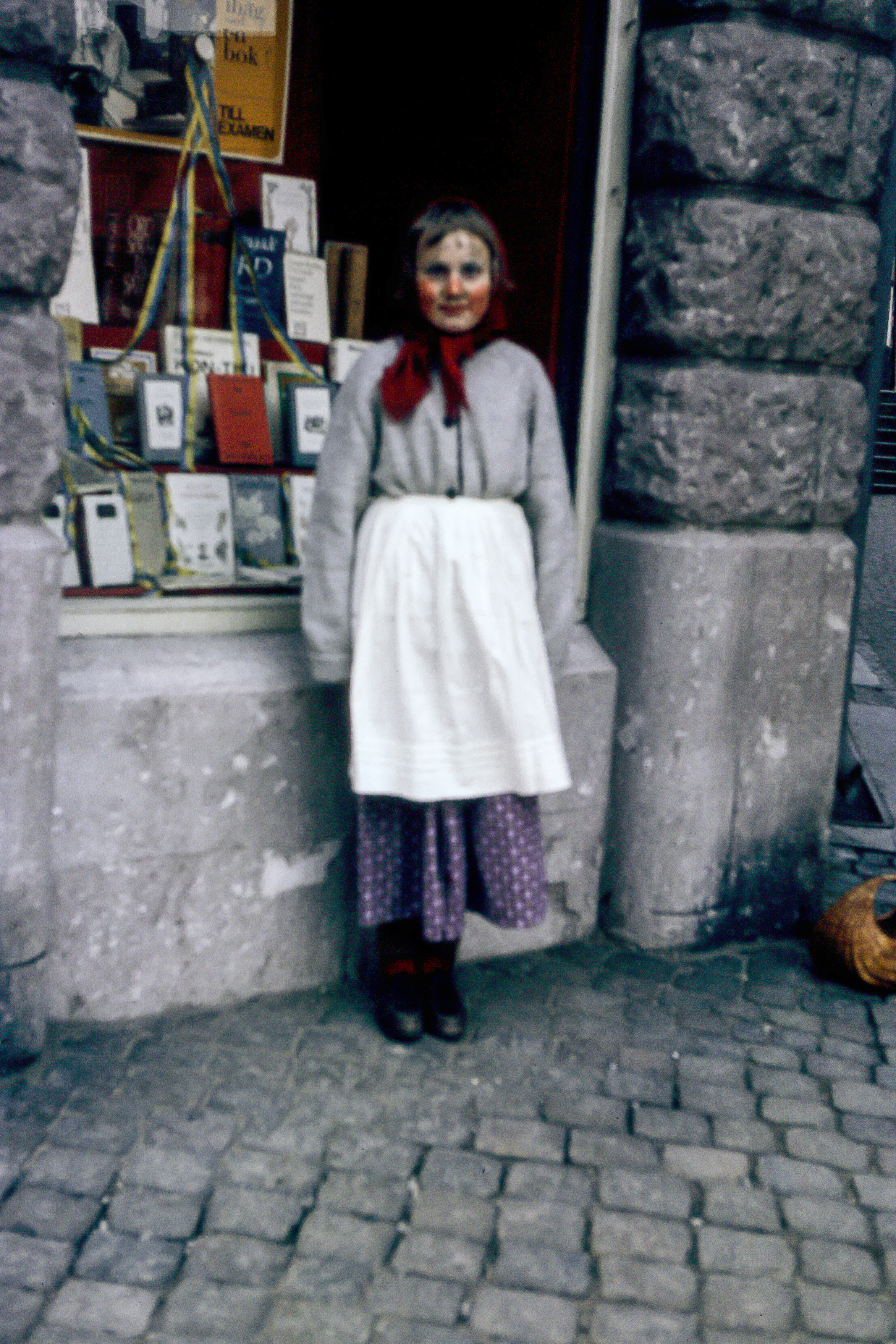
Menina sueca vestida de bruxa da Páscoa
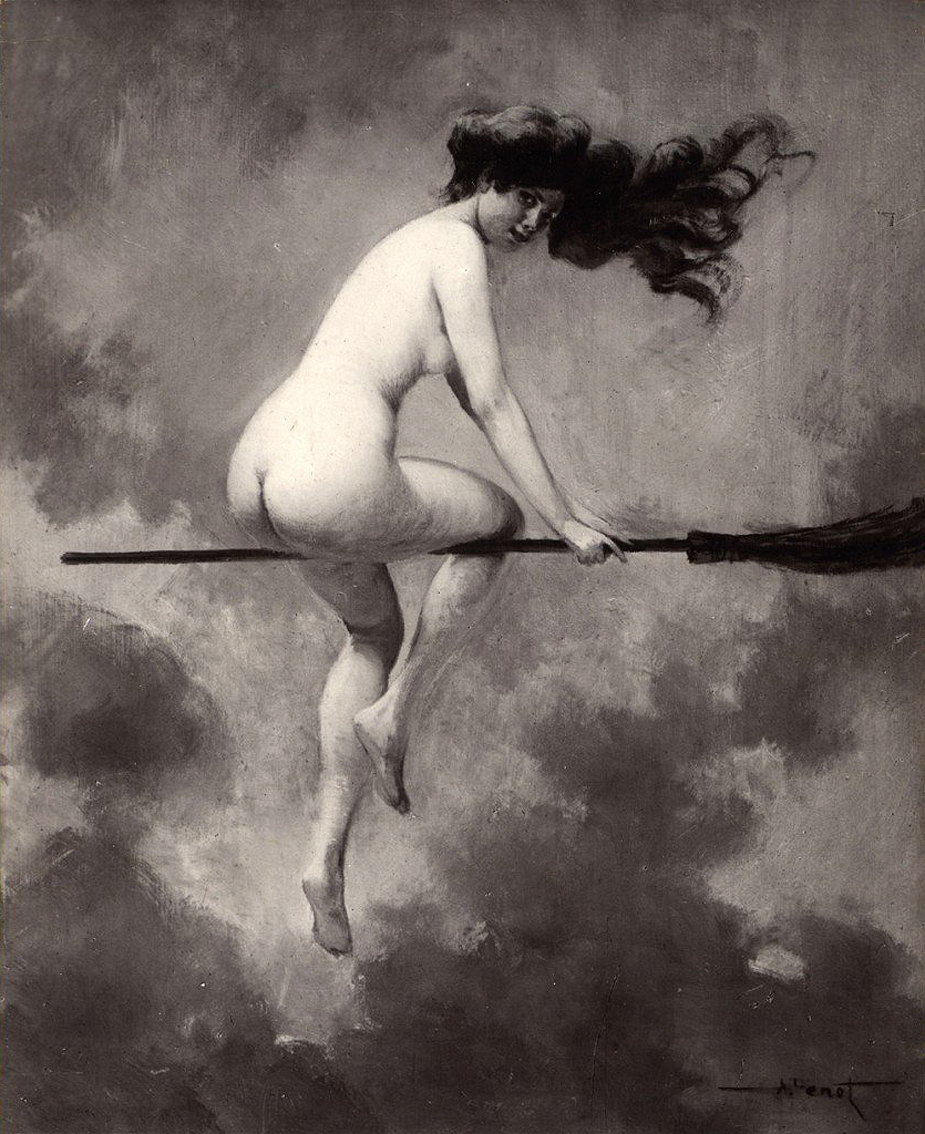
Bruxa montada em vassoura a caminho de Blåkulla (Albert Joseph Pénot, 1910)
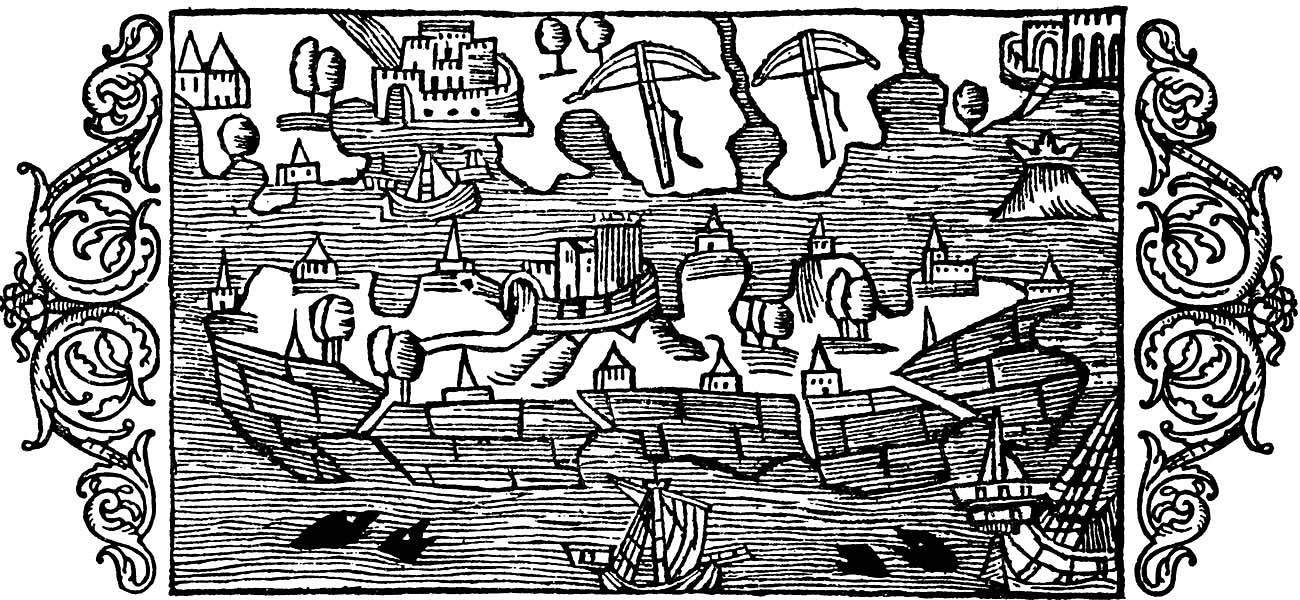
Mapa de Olaus Magnus (1555) mostrando a ilha de Blåkulla encimada por uma coroa.